# Tons of Sobs
| Recensione              | Giudizio     |
| ----------------------- | ------------ |
| AllMusic                | [ 1 ]        |
| Sputnikmusic            | 4.5 (Superb) |
| Storia della musica     | [ 3 ]        |
| Dizionario del Pop-Rock | [ 4 ]        |
| 24.000 dischi           | [ 5 ]        |
| Piero Scaruffi          | [ 6 ]        |
| Debaser                 | [ 7 ]        |

Tons of Sobs è il primo album discografico in studio dei Free, pubblicato dalla casa discografica Island Records nel novembre del 1968.

## Tracce
Lato A
1. Over the Green Hills Pt. 1 – 1:01 (Paul Rodgers)
2. Worry – 3:25 (Paul Rodgers)
3. Walk in My Shadow – 3:20 (Paul Rodgers)
4. Wild Indian Woman – 3:19 (Paul Rodgers, Andy Fraser)
5. Goin' Down Slow – 8:08 (James Burke Oden)

Lato B
1. I'm a Mover – 2:49 (Paul Rodgers, Andy Fraser)
2. The Hunter – 4:11 (Booker T. Jones, Carl Wells, Donald Duck Dunn, Al Jackson Jr., Steve Cropper)
3. Moonshine – 5:01 (Paul Rodgers, Paul Kossoff)
4. Sweet Tooth – 4:43 (Paul Rodgers)
5. Over the Green Hills Pt. II – 1:53 (Paul Rodgers)

Edizione CD del 2001, pubblicato dalla Island Records (UICY-9130)
1. Over the Green Hills (Pt. 1) – 0:49 (Paul Rodgers)
2. Worry – 3:26 (Paul Rodgers)
3. Walk in My Shadow – 3:29 (Paul Rodgers)
4. Wild Indian Woman – 3:39 (Paul Rodgers, Andy Fraser)
5. Goin' Down Slow – 8:20 (James B. Oden)
6. I'm a Mover – 2:56 (Paul Rodgers, Andy Fraser)
7. The Hunter – 4:13 (Booker T. Jones, Carl Wells, Donald Duck Dunn, Al Jackson Jr., Steve Cropper)
8. Moonshine – 5:04 (Paul Rodgers, Paul Kossoff)
9. Sweet Tooth – 4:54 (Paul Rodgers)
10. Over the Green Hills (Pt. 2) – 1:58 (Paul Rodgers)
11. I'm a Mover – 3:04 (Paul Rodgers, Andy Fraser) – Bonus Track - BBC Session
12. Waitin' on You – 2:15 (B.B. King, Ferdinand Washington) – Bonus Track - BBC Session
13. Guy Stevens Blues – 4:39 (Paul Rodgers, Andy Fraser, Simon Kirke, Paul Kossoff) – Bonus Track - Blues Jam
14. Moonshine – 5:09 (Paul Rodgers, Paul Kossoff) – Bonus Track - Alternate Vocal
15. Sweet Tooth – 4:53 (Paul Rodgers) – Bonus Track - Early Take & Alternative Lyrics
16. Visions of Hell – 3:46 (Andy Fraser, Paul Rodgers) – Bonus Track - Unreleased Master Mix
17. Woman by the Sea – 3:30 (Andy Fraser, Paul Rodgers) – Bonus Track - Alternative Version
18. Over the Green Hills – 3:51 (Paul Rodgers) – Bonus Track - BBC Session

- Brano bonus: I'm a Mover (BBC Session), prodotto da Bernie Andrews; ingegneri del suono: Alan Harris e Bob Conduct
- Brano bonus: Waitin' on You (BBC Session), prodotto da Bernie Andrews; ingegnere del suono: Pete Ritzema
- Brano bonus: Over the Green Hills (BBC Session), prodotto da Bernie Andrews; ingegneri del suono: Alan Harris e Bob Conduct

## Formazione
- Paul Rodgers - voce
- Paul Kossoff - chitarra solista
- Andy Fraser - basso
- Simon Kirke - batteria

Musicista aggiunto
- Jimmy Miller - pianoforte

Note aggiuntive
- Guy Stevens - produttore
- Registrato al Morgan Studios di Londra, Inghilterra
- Andrew Johns - ingegnere delle registrazioni
- Mike Sida - fotografia copertina frontale album
- Richard Bennett Zeff - fotografie interne copertina album[8]

## Classifica
Album
| Anno | Classifica    | Posizione raggiunta |
| ---- | ------------- | ------------------- |
| 1969 | Billboard 200 | 197                 |